# بونه
مدينة «بوني» والتي تبعد ١٢٠ كيلومتر جنوب شرق بومباي و تعد واحدة من أسرع المدن نمواً في الهند. وقد تشهد المدينة في غرب الهند الهند توسعا في أنشطة تجارية جديدة مثل قطاع تعهيد عمليات الأعمال وتكنولوجيا المعلومات والصناعة. وتعتبر أيضا مركزا صناعيا سريع النمو في البلاد. لقد أصبح مركزا صناعيا رئيسيا لصناعة السيارات.ويذكر ان المناطق المحيطة للمناطق الرئيسية هي التي تواجه بناء وازدهار البنية التحتية في المدينة. وتحاول السلطات تحسين روابط النقل بين المناطق الرئيسية والمناطق الجديدة.

## المناخ
يظهر الجدول التالي التغييرات المناخية على مدار السنة لبونه:
| البيانات المناخية لـبونه                                  | البيانات المناخية لـبونه | البيانات المناخية لـبونه | البيانات المناخية لـبونه | البيانات المناخية لـبونه | البيانات المناخية لـبونه | البيانات المناخية لـبونه | البيانات المناخية لـبونه | البيانات المناخية لـبونه | البيانات المناخية لـبونه | البيانات المناخية لـبونه | البيانات المناخية لـبونه | البيانات المناخية لـبونه | البيانات المناخية لـبونه |
| الشهر                                                     | يناير                    | فبراير                   | مارس                     | أبريل                    | مايو                     | يونيو                    | يوليو                    | أغسطس                    | سبتمبر                   | أكتوبر                   | نوفمبر                   | ديسمبر                   | المعدل السنوي            |
| --------------------------------------------------------- | ------------------------ | ------------------------ | ------------------------ | ------------------------ | ------------------------ | ------------------------ | ------------------------ | ------------------------ | ------------------------ | ------------------------ | ------------------------ | ------------------------ | ------------------------ |
| الدرجة القصوى °م (°ف)                                     | 35.3 (95.5)              | 38.9 (102.0)             | 42.8 (109.0)             | 45.2 (113.4)             | 43.3 (109.9)             | 41.7 (107.1)             | 36.0 (96.8)              | 35.0 (95.0)              | 36.1 (97.0)              | 37.8 (100.0)             | 36.1 (97.0)              | 35.0 (95.0)              | 45.2 (113.4)             |
| متوسط درجة الحرارة الكبرى °م (°ف)                         | 30.3 (86.5)              | 32.8 (91.0)              | 36.0 (96.8)              | 38.1 (100.6)             | 37.2 (99.0)              | 32.1 (89.8)              | 28.3 (82.9)              | 27.5 (81.5)              | 29.3 (84.7)              | 31.8 (89.2)              | 30.5 (86.9)              | 29.6 (85.3)              | 32.0 (89.6)              |
| المتوسط اليومي °م (°ف)                                    | 20.5 (68.9)              | 22.0 (71.6)              | 25.6 (78.1)              | 28.8 (83.8)              | 29.7 (85.5)              | 27.4 (81.3)              | 25.3 (77.5)              | 24.5 (76.1)              | 25.1 (77.2)              | 25.0 (77.0)              | 22.3 (72.1)              | 20.2 (68.4)              | 24.7 (76.5)              |
| متوسط درجة الحرارة الصغرى °م (°ف)                         | 11.4 (52.5)              | 12.7 (54.9)              | 16.5 (61.7)              | 20.7 (69.3)              | 22.5 (72.5)              | 22.9 (73.2)              | 22.0 (71.6)              | 21.4 (70.5)              | 20.7 (69.3)              | 18.8 (65.8)              | 14.7 (58.5)              | 12.0 (53.6)              | 18.0 (64.4)              |
| أدنى درجة حرارة °م (°ف)                                   | 1.7 (35.1)               | 3.9 (39.0)               | 7.2 (45.0)               | 10.6 (51.1)              | 13.8 (56.8)              | 17.0 (62.6)              | 18.9 (66.0)              | 17.2 (63.0)              | 13.2 (55.8)              | 9.4 (48.9)               | 4.6 (40.3)               | 3.3 (37.9)               | 1.7 (35.1)               |
| الهطول مم (إنش)                                           | 0 (0)                    | 0.5 (0.02)               | 5.3 (0.21)               | 16.6 (0.65)              | 40.6 (1.60)              | 116.1 (4.57)             | 187.2 (7.37)             | 122.3 (4.81)             | 120.1 (4.73)             | 77.9 (3.07)              | 30.2 (1.19)              | 4.8 (0.19)               | 721.7 (28.41)            |
| متوسط أيام هطول الأمطار                                   | 0.0                      | 0.1                      | 0.6                      | 1.1                      | 2.8                      | 7.5                      | 12.8                     | 10.6                     | 7.4                      | 4.6                      | 2.0                      | 0.4                      | 49.9                     |
| متوسط الرطوبة النسبية (%)                                 | 56                       | 46                       | 36                       | 36                       | 48                       | 70                       | 79                       | 82                       | 78                       | 64                       | 58                       | 58                       | 59                       |
| ساعات سطوع الشمس الشهرية                                  | 291.4                    | 282.8                    | 300.7                    | 303.0                    | 316.2                    | 186.0                    | 120.9                    | 111.6                    | 177.0                    | 248.0                    | 270.0                    | 288.3                    | 2٬895٫9                  |
| المصدر #1: Temperature and Precipitation: IMD (1951–1980) |                          |                          |                          |                          |                          |                          |                          |                          |                          |                          |                          |                          |                          |
| المصدر #2: Sun hours and Humidity: NOAA (1971–1990)       |                          |                          |                          |                          |                          |                          |                          |                          |                          |                          |                          |                          |                          |

## توأمة
لبونه اتفاقيات توأمة مع كل من:
- فاكوس-فينيكس
- سان خوسيه
- فيربانكس
- بريمن
- ترومسو
- ناغويا
- كيب تاون
- مقاطعة فيربانكس نورث ستار بورو
- أوكاياما (19 يناير 2006 - )

## أعلام
- محمد إسلام خان
- توينكل خانا
- سميتا باتيل
- رادهيكا أبتي
- مهير بابا